# Кинутиа, Фред
Фредерик Мунга Кинутиа (англ. Frederick Munga Kinuthia; род. 10 мая 1969, Кения) — кенийский боксёр, представитель полусредней и первой полусредней весовых категорий. Выступал за национальную сборную Кении по боксу в конце 1990-х годов, бронзовый призёр Всеафриканских игр в Йоханнесбурге, участник летних Олимпийских игр в Сиднее. В 2000—2004 годах также боксировал на профессиональном уровне в Австралии.

## Биография
Фред Кинутиа родился 10 мая 1969 года в Кении. Как боксёр проходил подготовку в Найроби.

### Любительская карьера
Первого серьёзного успеха на взрослом международном уровне добился в сезоне 1999 года, когда вошёл в основной состав кенийской национальной сборной и побывал на Всеафриканских играх в Йоханнесбурге, откуда привёз награду бронзового достоинства, выигранную в зачёте первой полусредней весовой категории — на стадии полуфиналов был остановлен нигерийцем Аджосе Олусегуном.
Благодаря череде удачных выступлений удостоился права защищать честь страны на летних Олимпийских играх 2000 года в Сиднее. Уже в стартовом поединке категории до 63,5 кг со счётом 2:14 потерпел поражение от представителя Ганы Бена Никуайе и сразу же выбыл из борьбы за медали.

### Профессиональная карьера
По окончании сиднейской Олимпиады Кинутиа не стал возвращаться на родину и начал в Австралии карьеру профессионального боксёра. В течение полутора лет одержал семь побед подряд, в том числе завоевал титулы чемпиона Австралии в полусредней и первой полусредней весовых категориях, однако с ноября 2002 года его результаты резко пошли на спад. Большинство последующих боёв он проиграл, став джорнименом.
Встречался на профи-ринге с такими известными боксёрами как Филип Холидей (37-5-1), Науфель Бен Рабах (15-1), Джуниор Уиттер (26-1-2), Лавмор Нду (34-5-1), Майкл Катсидис (8-0), Дэниел Доусон (14-0), но ни у кого из них выиграть не смог. Был претендентом на титул чемпиона Содружества в первом полусреднем весе, титул чемпиона Тихоокеанского региона по версии Международной боксёрской федерации (IBF) и титул чемпиона Азиатско-Тихоокеанского региона по версии Всемирной боксёрской организации (WBO). Завершив спортивную карьеру в 2004 году, в общей сложности провёл среди профессионалов 17 боёв: 8 выиграл и 9 проиграл.